# Solorina crocea
Espèce
Solorina crocea est une espèce de lichen de la famille des Peltigeraceae